# Chaim Shatan
Chaim Fiszel Shatan (geboren 1. September 1924 in Włocławek; gestorben 17. August 2001 in Stockbridge, Berkshire (Massachusetts)) war ein polnisch-nordamerikanischer Psychiater, Psychoanalytiker und Traumaforscher.

## Leben und Wirken
Als Shatan zwei Jahre alt war, zogen seine Eltern, Moishe Yechiel (Jechiel) Shatan und Mirl Broche Shatan, geborene Erdberg, von Polen nach Kanada. Er stammte aus einer  jiddischsprachigen Familie. Shatan war den jüdischen Bräuchen verbunden, aber dabei nicht streng religiös gläubig.
Nach seinem Medizinstudium erhielt er seinen MDCM-Abschluss von der McGill University in Montreal, Quebec. Im Jahre 1949 zog er nach New York City und gründete Anfang der 1950er Jahre eine Privatpraxis für Psychiatrie. Am William Alanson White Institute erhielt Shatan seine psychoanalytische Ausbildung.
Shatan hatte sich schon seit langem wissenschaftlich mit den Folgen des Krieges für die psychische Verfassung der Menschen befasst, so den Kriegs-Traumata und engagierte sich Ende der 1960er Jahre intensiv für Vietnamkriegsveteranen; die Bezeichnung „Post Vietnam Syndrome“ wurde im Jahre 1972 von ihm geprägt.
Als Antwort auf eine Einladung, von einem der Gründer von englisch Vietnam Veterans Against the War, Jan Barry Crumb (später bekannt als Jan Barry), in einer der englisch rap groups für Veteranen, sprach er über die Problematik ihrer plötzlich hervorbrechenden emotionalen Reaktionen und seinen Forschungsergebnissen.
Sein Artikel „Post-Vietnam-Syndrom“ wurde am 6. Mai 1972 auf der Op-Ed-Seite der The New York Times gedruckt. Shatan setzte sich weiterhin für Vietnamkriegs-Veteranen und andere Opfer von Krieg, Traumata und natürlichen und von Menschen verursachten Katastrophen ein.
Im Jahre 1974 fand Shatan heraus, dass die Begrifflichkeit „englisch gross stress reaction“, die früher zur Diagnose der posttraumatischen Syndrome verwendet wurde, diese nur unzureichend abbildet. Denn in dem ersten veröffentlichten diagnostischen und statistischen Handbuch psychischer Störungen aus dem Jahre 1952 (DSM-I; 1. Aufl.; American Psychiatric Association, 1952), wurde von einer „gross stress reaction“  anstelle der post-traumatic stress disorder (PTSD) gesprochen. Es ist ein diagnostisches und statistisches Handbuch für psychischer Störungen (DSM), das zur Abgrenzung der einzelnen psychischen Störungen dient.
Er gründete die Vietnam Veterans Working Group mit mehreren Kollegen, darunter Robert Jay Lifton, Sarah Haley, Jack Smith und Arthur Egendorf.
Sie verfolgten das Problem unermüdlich und wandten sich an Mardi J. Horowitz, die Pionierin der experimentellen Forschung zur Reaktion auf traumatischen Stress, an Harley C. Shands, den Chefarzt der Psychiatrie am Mount Sinai Hospital in New York, der an Fällen von Arbeitnehmerentschädigungen arbeitete, und an William G. Niederland, der mit Henry Krystal die Untersuchung von Reaktionen bei Überlebenden des nationalsozialistischen Terrorregimes (Überlebensschuld-Syndrom) initiiert hatte.
Der Gruppe gelang es, die Diagnose unter dem neuen Namen „posttraumatische Belastungsstörung“, einem Begriff, der sich aus Diskussionen zwischen Shatan und der Arbeitsgruppe mit Nancy Andreasen entwickelt hat, in die nächste Ausgabe des Manuals, DSM-III, aufnehmen zu lassen.
Dieses Konzept wurde von den klinischen Psychologinnen Karen Saakvitne und Laurie Anne Pearlman weiter erforscht und ausgearbeitet, die über die Übertragung von Traumata auf diejenigen schrieben, die die geschädigten Inzestpatienten behandelten.
Shatan war auch Gründungsmitglied der Society for Traumatic Stress Studies, die seit 1985 International Society for Traumatic Stress Studies heißt.
Shatan war mit Norma Claire Shatan, geborene Altstedter (1932-2005) verheiratet das Paar hatte mehrere Kinder.

## Veröffentlichungen (Auswahl)
- Bogus manhood, bogus honor : surrender and transfiguration in the United States Marine Corps. Kendal/Hunt, Dubuque, Iowa  1978
- The grief of soldiers: Vietnam combat veterans' self-help movement.  American journal of orthospychiatry 43, July(1973), ISSN 0002-9432
- War babies : delayed impact of warmaking, persecution and disaster on children. National Emergency Training Center,  Emmitsburg, MD 1975
- Happiness Is a Warm Gun: Militarized Mourning and Ceremonial Vengeance: Toward a Psychological Theory of Combat and Manhood in America. Studies in gender and sexuality, 21, 2020, 187 DOI: 10.1080/15240657.2020.1798189
- »Zivile« und »militärische« Realitätswahrnehmung. Über die Folgen einer Absurdität. Psyche, 35, 1981, S. 557–572
- If you can’t beat ‘em, join ‘em! The role of identification with the aggressor in military training. Paper presented at the 120th scientific meeting of the William Alanson White Psychoanalytic Society, New York, February 25th 1972
- John comes marching home: DSM III and combat stress. Presented at the 130th annual meeting of the American Psychiatric Association, Toronto, Canada. May 2-6, 1977
- Living in split time zone: Trauma and therapy of Vietnam combat survivors. Mind and Human Interaction, (1997) 8: 205-223.